# 张建宏
张建宏（1960年11月—），山东桓台人，中华人民共和国企业家，东岳集团董事长，全国工商联副主席。2018年，被评为改革开放40年百名杰出民营企业家。